# محمد نسیم توخی
محمد نسیم توخی یک سیاست‌مدار اهل افغانستان است. وی والی (فرماندار) ولایت بادغیس افغانستان بود. وی در سال ۲۰۰۶ این منصب را عهده‌دار بود. در دوران والی بودن وی در بادغیس سیلی رخ داد که ۵۰ هزار شهروند این ولایت متضرر شدند.
| پیشین: عنایت‌الله عنایت | فرماندار ولایت بادغیس، افغانستان ۲۰۰۶ | پسین: محمد اشرف ناصری |